# Mofebutazona
La mofebutazona es el nombre de un medicamento del tipo antiinflamatorio no esteroideo (AINE) derivado de las pirazolonas, indicado para el alivio del dolor crónico asociado a enfermedades inflamatorias y degenerativas reumáticas incluyendo los síntomas de la artritis. En países de América Latina es medicado para personas con enfermedades relacionadas con dolores articulares, como la chikunguña.

## Farmacología
La mofebutazona está relacionada químicamente con la fenilbutazona. Se vende en el mercado como preparaciones para administración oral, rectal e intramuscular. Se excreta por la orina fundamentalmente en la forma de metabolitos glucuronidas.

## Mecanismo de acción
Como todos los fármacos de su familia, la mofebutazona es uns inhibidors de la enzima ciclooxigenasa (COX), por lo que disminuye la síntesis de prostaglandinas, de modo que tiene además actividad como antipirético.